# Raibach
Raibach is een plaats in de Duitse gemeente Groß-Umstadt, deelstaat Hessen, en telt 906 inwoners.